# مارادوراوالا
مارادوراوالا (به لاتین: Maradurawala) یک منطقهٔ مسکونی در سری‌لانکا است که در استان مرکزی (سری‌لانکا) واقع شده‌است.